# Ehretiaceae
Ehretiaceae, porodica biljaka, dio reda Boraginales, ponekad i kao potporodica porodice boražinovki. Sastoji se od više rodova, a ime je došlo po rodu erecija ili ehrecija (Ehretia) 

## Rodovi
1. Ehretia P. Browne (69 spp.)
2. Cortesia Cav. (1 sp.)
3. Halgania Gaudich. (18 spp.)
4. Tiquilia Pers. (28 spp.)
5. Bourreria P. Browne (72 spp.)
6. Rochefortia Sw. (11 spp.)
7. Lepidocordia Ducke (2 spp.)